# پیپت گلوسرخ

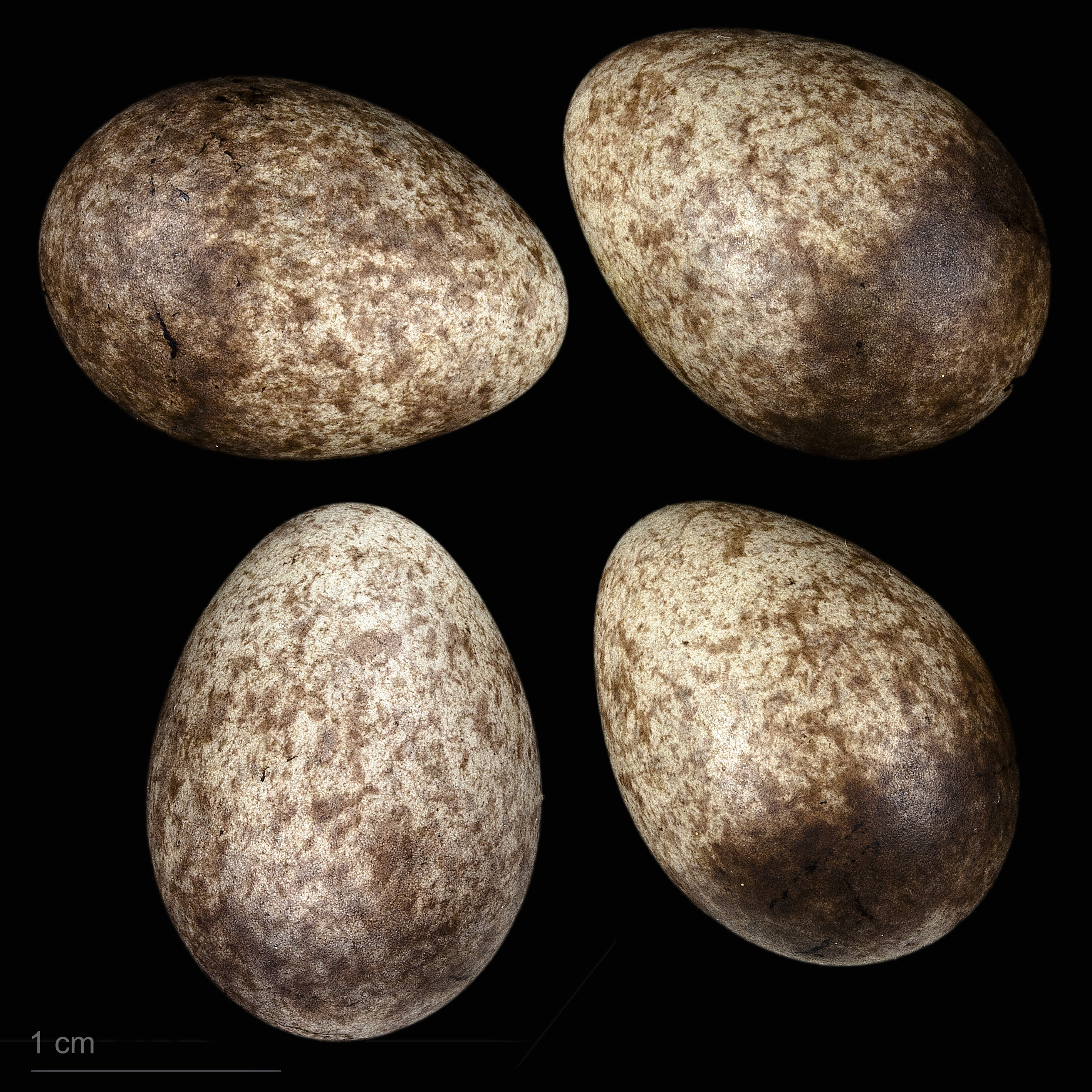
Anthus cervinus

پیپت گلوسرخ (نام علمی: Anthus cervinus) پرنده‌ای از سرده پیپت‌ها در راستهٔ گنجشک‌سانان است که در شمال اروپا و آسیا زادآوری می‌کند. همچنین آثاری از آن در شمال آلاسکا دیده شده است. پیپت گلوسرخ که پرنده مهاجری دوربُرد است، در ایران نیز به صورت مهاجر عبوری دیده شده و به تعداد اندک در جنوب شرقی دریای خزر تا خوزستان زمستان‌گذرانی می‌کند.